# Bernardo Maria Conti
Bernardo Maria Conti (ur. 29 marca 1664 − zm. 23 kwietnia 1730) − włoski kardynał. Brat papieża Innocentego XIII.

## Życiorys
Pochodził ze starej rzymskiej rodziny arystokratycznej, z której wywodzili się XIII-wieczni papieże Innocenty III i Grzegorz IX. W wieku 16 lat wstąpił do zakonu benedyktynów. 21 grudnia 1689 przyjął święcenia kapłańskie. Był opatem klasztorów S. Maria di Gangi na Sycylii i S. Maria di Farfa w Rzymie oraz wizytatorem prowincji benedyktyńskich Rzym, Etruria i Neapol. 1 grudnia 1710 wybrano go na biskupa Terracina, jednak po niespełna 10 latach (3 czerwca 1720) zrezygnował z przyczyn zdrowotnych.
Kiedy w maju 1721 jego starszy brat Michelangelo został papieżem Innocentym XIII, na swoim pierwszym konsystorzu 16 czerwca tegoż roku mianował go kardynałem prezbiterem S. Bernardo alle Terme, jednak z obawy przed oskarżeniami o nepotyzm nie powierzył mu żadnej realnej władzy. Jedynym ważnym urzędem, jaki otrzymał od brata, było stanowisko wielkiego penitencjariusza, które sprawował od czerwca 1721 aż do śmierci. Uczestniczył w konklawe 1724. Opat komendatoryjny S. Maria de Mentorella od 1724. Zmarł w trakcie sediswakancji po śmierci papieża Benedykta XIII.